# Gilroy
Gilroy je město ve Spojených státech amerických. Nachází se v okrese Santa Clara County ve státě Kalifornie asi 25 km jihovýchodně od San José a prochází jím silnice US 101. Žije v něm přibližně 60 tisíc obyvatel. 

## Historie
V roce 1776 sem pronikli Španělé, které vedl Juan Bautista de Anza. Roku 1814 se zde usadil americký námořník John Gilroy, po němž je město pojmenováno. Rozvoji lokality napomohla kalifornská zlatá horečka, v roce 1850 vznikl stát Kalifornie a roku 1870 se Gilroy stalo městem. 

## Ekonomika
Město se nachází na úpatí pohoří Santa Cruz a má středozemní podnebí. V okolí se pěstují artyčoky, kapie, žampióny, réva vinná a česnek kuchyňský, Gilroy má přezdívku „hlavní město česneku“. Od roku 1979 se v místním Christmas Hill Parku koná festival zaměřený na tuto plodinu; americký dokumentarista Les Blank o něm natočil film Česnek se vyrovná deseti matkám. Dne 28. července 2019 do festivalového areálu pronikl osamělý střelec, který zabil tři lidi, patnáct zranil a následně spáchal sebevraždu.
Turistickou atrakcí je zábavní park Gilroy Gardens.

## Partnerská města
- Angra do Heroísmo, Azory
- Takko, Japonsko
- Tecate, Mexiko
- Koror, Palau
- Saint-Clar, Francie
- Monticelli d'Ongina, Itálie